# ميغيل ساموديو
ميغيل أنخيل رامون ساموديو (بالإسبانية: Miguel Ángel Ramón Samudio) مواليد	24 أغسطس 1986م هو لاعب كرة قدم من باراغواي ، مثل المنتخب الوطني باراغواي . شارك منتخب بلاده في كوبا أمريكا 2015 المقامة في تشيلي .

## روابط خارجية
- ميغيل ساموديو على موقع الاتحاد الدولي (مؤرشف)  (الإنجليزية)
- ميغيل ساموديو على موقع قاعدة بيانات كرة القدم.إي يو (الإنجليزية)
- ميغيل ساموديو على موقع ناشيونال فوتبول تيمز (الإنجليزية)
- ميغيل ساموديو على موقع Soccerway.com (الإنجليزية)
- ميغيل ساموديو على موقع كووورة
- ميغيل ساموديو على موقع AS.com (الإسبانية)